# Koodalur, Arkalgud
Koodalur là một làng thuộc tehsil Arkalgud, huyện Hassan, bang Karnataka, Ấn Độ.